# Flacourtia inermis
Flacourtia inermis là một loài thực vật có hoa bản địa ở Phillipine, ngày nay nó được du nhập tới khu vực nhiệt đới ở châu Á và châu Phi. Loài cây này còn được gọi là cây lovi-lovi hoặc mận batoko. Ở Indonesia, loài cây này được goị là Tome-Tome (Ternate, Bắc Maluku), Lovi-lovi, lobi-lobi.

## Mô tả
Đây là một loại cây không có gai, cỡ trung bình, có thể cao tới 15 mét. Lá trưởng thành có hình thuôn dài và hình elip, mặt trên bóng, mép có răng. Chúng dài khoảng 8 đến 20 cm và rộng từ 3 đến 15 cm. Lá non có màu cam tươi đến hơi đỏ, chuyển sang màu xanh khi chúng trưởng thành.
Các quả được tạo ra thành chùm và giống như quả anh đào. Quả tròn, bóng, khi chín chuyển từ màu xanh lục nhạt sang màu đỏ đậm. Quả có đường kính từ 1 đến 3 cm. Thịt quả giòn nhưng chua. Quả có thể ăn được nhưng nói chung không ăn tươi mà được làm mứt, bảo quản và siro. Quả của nó rất giàu chất chống vi khuẩn - axit 2,3-Dihydroxybenzoic.

## Tên gọi
Loài này được biết đến với cái tên Flacourtia inermis trong các tiếng Cebu, Esperanto, Svenska và Waray. Nó còn được gọi là 羅比梅 (la bì mai) trong tiếng Trung Quốc, lobi-lobi ở Indonesia, آلوی باتوکو trong tiếng Ba Tư, lovi (ලොවි) trong tiếng Sinhala, சீமைக்கொட்டைக்களா trong tiếng Tamil và ലോലൊലി (ക്ക) trong tiếng Malayalam.

## Họ hàng
Họ Salicaceae bao gồm các loài nổi tiếng như táo kei (Dovyalis caffra), hồng quân (F. jangomas) và bồ quân rừng (F. rukam).